# Makoto Sugiyama
Makoto Sugiyama (杉山 誠, Sugiyama Makoto) est un footballeur japonais né le 17 mai 1960 à Fujieda dans la préfecture de Shizuoka au Japon.